# 大吟嬢
大吟嬢（だいぎんじょう）は、日本の女性お笑いコンビ。
フリーで活動した後、2019年7月から松竹芸能に所属。

## プロフィール
五島 麻依子（ごとう まいこ、1988年5月11日（37歳） - ）ボケ担当、過去はツッコミ担当だったこともある
- 神奈川県藤沢市出身[2]、身長164cm[3]、A型[4]
- 三女。姉が二人いる[5]。
- 神奈川県立中央農業高等学校[2]、東京農業大学短期大学部 生物生産技術学科 卒業[2][6][7]
- 高校生の時からお笑いをやりたいと思っており[8]、初めて漫才を披露したのも高校生の時[9]。しかし親から、色んな人の共感を得ないといけないから大学も社会人も経験するように言われたことで、大学に進学し、その後は「2年は社会人をすること」という親との約束があったことから、就職して2年間社会人を経験。2年で退職して芸人の道へ進む[8]。お笑いを始めるきっかけは、高校生時代にM-1甲子園に出場した時に、大好きだったパンクブーブーから褒められて「調子こいた」からと話していたこともある[10]。
- 女性コンビ「会長!」（学生時代）→その後、ピン芸人→「大吟嬢」として活動。
- 立ち位置は向かって左。ネタ作成担当。
- 動物好き、肉・チーズ好き、かなりの偏食。簡単に言うと農業の人。
- 趣味：4コマ漫画を描くこと、動物観察[3]。好きなものはときめきメモリアル、少年漫画全般[11]。
- 特技：イラストを描くこと、餅つき、鶏の解体、手を汚さずにトマトを食べられる、一つ都道府県を言われると全国のブランド豚がすぐ言える[3]。
- 2020年2月、キャンプインストラクターの資格を取得[12]。
- かつては「ごとさん。」の芸名で活動していたが、松竹芸能入りして以降は「ごとさん辞めました」として、本名に活動名義を変更していた。[13]。
- 下の名前で呼ばれるとゾッとするので、苗字で呼んで欲しいとしている[14]。
- 2020年9月に結婚していたことを翌月10月14日に発表した[15]。
- 旦那の愛称は「めがね」（一般人）、五島が描く4コマ漫画にはマレーバクで描かれている。

浅川 琴音（あさかわ ことね、1992年5月22日（33歳） - ）ツッコミ担当、過去はボケ担当だったこともある
- 愛称「こっちゃん」[3]
- 栃木県佐野市出身[16]、身長155cm[3]、O型
- 東京都立忍岡高等学校卒業[17]。
- 芸能に関する仕事をしたいと考えていた時に、芸人ならそれら全てを出来るのではと思ってお笑い界を目指す[10]。
- 女性コンビ「パンダロール」（フリーで活動）→女性コンビ「PAYAPAYA（ぱやぱや）」（フリーで活動）→その後、アイドルに転向→女性コンビ「大吟嬢」としてフリーで活動。→2019年、松竹芸能に所属し、本格的に芸人としての活動が開始。
- 立ち位置は向かって右。
- 謎制作アイドルグループ「パズルガールズ」(2013年7月22日（2期）加入)→「パズルガールズ」内のライブ選抜「team.？」→謎解きアイドルグループ「クエスチョン」→謎解きアイドルグループ「クエス？チョン」→謎解きRPGアイドル「ラストクエスチョン[18]」に在籍。芸人活動に専念するため2017年9月16日でのワンマンライブにて卒業。[19]
- アイドル活動を始める前のお笑い活動は本人曰く遊びの一環ということだったが、アイドル活動を始まる前に将来の展望をプロデューサーから聞かれた時に、そのお笑いへ強い気持ちがあることに気が付いて、アイドル卒業後に本格的に芸人を目指す[10]。
- 趣味：ゲーム（特にドラゴンクエストシリーズ、脱出ゲーム[11]）、漫画、アニメ[3]。ドラクエシリーズの中で自分史上No.1は『ドラゴンクエストVII エデンの戦士たち』[20]。
- 特技：拳が全部口の中に入る、手を使わずにズボンが履ける[3]。
- 虫が苦手。みかん缶を好んで食べている。日本語（特に漢字）と料理を得意していない[21]。
- 昔からお笑い好き。高校生の時に将来やりたいこととして芸人がやりたいと考えたことが芸人になったきっかけ[8]。
- 2018年11月23日に結婚したことを発表[22]。
- 旦那の愛称は「夫」、浅川曰く職業は「ブラック企業の営業マン」（一般人）であるとのこと。
- 「真夜中のおバカ騒ぎ!」にて後ろの髪を前髪に移植する自毛植毛を行った[23]。
- サクラの頃にのあんことは中学校の先輩後輩の関係であることが発覚。

## 概略
お互いに相方がいなかった当時、一緒に出ていたユニットライブで1回お試しで組んでみて何回かやってみたら、行けるかなと思ったことで、2014年2月17日からフリーでコンビでの活動を始める。（途中、浅川のアイドル活動時期を挟む）
2018年7月16日からオスカープロモーションお笑いライブに出演し続け、オスカープロ所属を目指していたが、正所属となる前に2019年5月限りでオスカープロのバラエティー部門廃止が決まり、オスカー芸人のほとんどが事務所を退所することが決まったため、正所属はかなわなかった。
2019年6月18日に、移籍先の事務所を決めるオーディションも兼ねたライブ『元オスカーお笑いライブ最終回～みんなフリーになっちゃいました～』に出演。他の芸能事務所関係者も来場していた中で、松竹芸能関係者から声がかかり、同月中に同社と契約。正式に芸能事務所と契約したのはこのときが初めてのため、2019年をデビュー年＝芸歴0年として数えている。なお、この計算方法は各賞レースの芸歴計算ルールに基づくものと主張している。
2021年2月22日に決勝戦が行われた、猫にまつわるネタ限定のお笑い賞レース「猫王（ニャオー）」にて決勝進出。
女芸人No.1決定戦 THE W 2021にて準決勝進出。
2022年6月24日事務所ライブ「THEッツW」に出場。初代優勝者となる。次回MCの権利を獲得したが、既にスケジュールが入っていたため泣く泣く辞退した。

### 芸風
2015年以前は人気ゲームやアニメなどをネタにしていた。今でも、ネタによってはボケ・ツッコミが逆になることがある。
2015年以降は農業高校農業大学出身のごとさん。が執筆する主に畜産をネタにした『農業漫才』を行っていたことがあった。ごとさん。は東京農業大学のツナギを舞台衣装としており、養豚・養鶏・養牛など幅広く分野や搾乳や解体など様々な段階を切り取りネタにしている。自身の特技である47都道府県すべての銘柄豚を覚えていることを用いて客いじりをすることもある。畜産を広め、食料自給率の向上を目指している。
2018年以降は2人とも赤が特徴的な舞台衣装が追加され、浅川がごとさんに同意を強要され振り回されるネタなども行われるようになっていた。「もてる」「もてない」のネタの時には、浅川の「もてるわー」の台詞、逆にごとさんの「もてないわー」の台詞をそれぞれ誘い出すという流れがある。
2021年以降はコンビ揃って既婚者になったことで、夫や結婚感をイジる内容がネタになっている『既婚者漫才』なども行われるようになる。このネタでは浅川の上品口調も特徴的である。

### その他
ごとさん。は絵を描くのが得意なため、イラストでの大喜利ライブ『絵ぇ喜利』にもピンで出演している。

## 出演

### テレビ
- カイブツ（日本テレビ、2007年11月3日）- 五島のみ
- おぎやはぎの「ブス」テレビ（AbemaTV）- 浅川のみレギュラー出演
- Live Talk（GYAO!）- 浅川のみ
- せーので！あきかる（SHOWROOM）- 浅川のみ
- 極楽とんぼKAKERUTV（AbemaTV） - 第71回「尻王」
- 超ムーの世界R（エンタメ〜テレ、2019年3月4日）- 五島のみ
- 勇者ああああ（テレビ東京） - 2019年8月16日、浅川のみ、「ドラクエ大好きパネラー」として出演[20]。
- 超逆境クイズバトル!! 99人の壁（フジテレビ） - 2019年10月26日、五島のみ[30]
- コツコツ人生館（東海テレビ、フジテレビ系） - 2020年2月2日放送、32年間香川県の伊吹島の島民のために一人で郵便配達をしている観音寺郵便局の局員のエピソードを描いた372枚のパラパラ漫画を五島が担当。その中で五島もVTR出演[31]。
- 踊る!さんま御殿!!（日本テレビ）- 2020年3月24日 浅川のみ再現VTR出演[32]
- 真夜中のおバカ騒ぎ!（千葉テレビ放送・TOKYO MX）-「親和クリニック 植毛芸人グランプリ」コーナー、2020年10月8日（CTC）・2020年10月10日深夜（MX）から不定期出演[33]
- 地域情報便 じもっと！！（横浜ケーブルビジョン）- 番組内コーナー「今日はココから」リポーターとして、2020年10月からレギュラー出演[34]。
- マーダー★ミステリー 〜探偵・斑目瑞男の事件簿〜（朝日放送）- 2021年3月19日　浅川のみ、家政婦・馬場由香里 役
- 石川さん情報Live リフレッシュ（石川テレビ放送）- 2021年4月8日から浅川のみ「石川星人こっちゃん」として出演[35]、不定期レギュラー
- ものまねグランプリ（日本テレビ）- 2021年12月21日「トルネードそっくりSHOW！」コーナー、五島のみヒコロヒーのそっくりさんとして出場[36][37][38]。2022年10月24日、同じくヒコロヒーのものまねで出演[39]。
- 冗談騎士 年またぎスペシャル 冗–1グランプリ2021（BSフジ）- 2021年12月31日　なすなかにしのユニットコントメンバーとして出演[40]。
- 所さんの目がテン!（日本テレビ）- 五島のみ、2022年2月27日初出演[41]、以後「かがくの里専属プレゼンター」として不定期レギュラー出演

### ラジオ
- モテないラジオ（FM Kawaguchi） - 五島のみ、構成作家・コラムニストのゴウヒデキと共にレギュラー出演

### ライブ
過去レギュラー出演ライブ
- おか女。ライブ始めました
- スミダスマイル